# Sint-Petruskerk (Düsseldorf)
De Sint-Petruskerk is een neogotisch kerkgebouw in Unterbilk, een stadsdeel van Düsseldorf. Het gebouw werd gebouwd naar een ontwerp van de architect Caspar Clemens Pickel en in 1898 ingewijd. De kerk behoort tot de grootste kerken van de stad.   

## Geschiedenis van de parochie
Tot in de 19e eeuw was het stadsdeel Friedrichstadt nog grotendeels agrarisch gebied. Veldwegen verbonden het gebied met het oostelijk gelegen stadsdeel Oberbilk en het zuidelijk gelegen Bilk. De eerste bewoners kerkten vooral in de Sint-Martinuskerk van Bilk. De voortdurend toenemende bevolking leidde tot meer bebouwing in het gebied van Friedrichstadt, waardoor een nieuwe parochie-indeling wenselijk werd. De in die tijd woedende Kulturkampf verhinderde echter een snelle oplossing. In de jaren 1860 streek de Orde van de Arme Dienstmaagden van Jezus Christus in Friedrichstadt neer, in wiens kapel de bevolking diensten konden bijwonen. Voor de bediening van sacramenten bleef men echter gericht op Bilk.

## Bouwgeschiedenis
Tegen het einde van de 19e eeuw werd er een bouwvereniging opgericht met als doel een kerk te bouwen. Aan de bouw van de huidige Sint-Petruskerk ging een in 1889 binnen 100 dagen gebouwde noodkerk vooraf, die in maart 1899 weer werd afgebroken. De huidige neogotische hallenkerk ontstond in de jaren 1895-1898. Maar de bevolking bleef groeien en in 1900 telde het parochiegebied reeds 21.000 katholieke gelovigen. Er werd opnieuw nagedacht over een opdeling van de parochie, hetgeen resulteerde in de bouw van de Sint-Antoniuskerk die in 1909 werd gewijd.    
De Petruskerk liep tijdens de Tweede Wereldoorlog aanzienlijke beschadigingen op. De reconstructie vond vanaf 1945 tot 1981 in meerdere fasen plaats.
De Wereldjongerendag 2005 werd ook in Düsseldorf groots gevierd en werd de aanzet tot belangrijke impulsen voor het kerkelijk leven, dat na de golven van kerkverlating, gemeentefusies en financiële krapte een enigszins ingedut leven kende. De vernieuwde parochieraad probeert tegenwoordig de Petruskerk ook als gemeente voor de jonge stedelijke bevolking aantrekkelijk te maken.   

## De brand
In juni 2007 kreeg de Petruskerk landelijke aandacht door een uitslaande brand in de dakconstructie. Op dat moment was men net bezig met de restauratie van het gebouw. De brandweer, die kon voorkomen dat de brand oversloeg naar de toren, schatte de schade op miljoenen. Het dakgestoelte werd verwoest en het slechts zes jaar oude en beroemde Göckel-orgel raakte door het bluswater beschadigd. Enkele dagen later werd vastgesteld dat de brand bij laswerk was ontstaan. Twee werknemers probeerden vervolgens nog met een paar emmers water de brand te blussen, maar het vuur verspreidde zich snel door de trek onder het dak. Experts begroten de schade inmiddels op € 5.000.000, waarvan alleen al € 1.700.000 voor het grote Göckel-orgel. De parochie ging niet bij de pakken neerzitten en vierde het geplande patroonsfeest op 1 juli als luisterrijke feestmis op het voorgelegen kerkplein. De belangstelling en hulp van de bevolking, verenigingen en media waren groot. De kerk werd vervolgens gerenoveerd en verrees nu voor de tweede maal uit de as. De herbouwkosten bedroegen uiteindelijk € 3.500.000. Het grootste deel werd betaald uit de verzekering van het dakdekkersbedrijf, maar ook het aartsbisdom droeg bij. Particuliere giften maakten een nieuwe belichting mogelijk.. Op 20 februari 2011, drie en een half jaar na de brand, opende het kerkgebouw weer de deuren met een feestelijke mis waar kardinaal Joachim Meisner voor ging in de celebratie.

## Het gebouw
De Sint-Petruskerk is een grote, drieschepige 71 meter lange hallenkerk die op het zuiden is georiënteerd. Aan de noordzijde bevindt zich de 80 meter hoge toren, die door twee vierhoekige ingangsgebouwen wordt geflankeerd. De toren heeft drie verdiepingen, wordt met een spits bekroond met op de hoeken vier kleinere torentjes. De viering wordt bekroond door een dakruiter. In de Tweede Wereldoorlog werd de toren en spits verwoest. In de jaren 1950 werd een eenvoudig piramidedak op de toren geplaatst. Boven aan de toren staan vier beelden van Mozes, David, Johannes de Doper en Petrus. De architect heeft de ingangsfaçade drie portalen gegeven. De kerk is gebouwd van tufsteen en de decoraties zijn met rode zandsteen afgewerkt. 
Het interieur is in het middenschip 18 meter hoog. Hoge, spitsbogige arcades scheiden het middenschip van de zijschepen met de lage polygonaal gebouwde kapellen. Het dwarsschip heeft aan beide zijden een polygonale afsluiting. Om het koor, dat een 5/10 afsluiting heeft, groeperen zich de sacristie en doopkapel. Het koor wordt door twee torentjes geflankeerd. De stergewelf|stergewelven van het schip en dwarsschip werden van 1968 tot 1982 gereconstrueerd.     
De kerk kent naast de traditionele altaren en het fraaie vloermozaïek in het hoogkoor veel interessante kunstwerken, zoals de epitafen en de mooie sluitstenen. Zeer bezienswaardig is het prachtige hoogaltaar met baldakijn. Onder de kerk bevindt zich een grote crypte. Bij gotische kerken komt een crypte niet vaak voor en er ligt ook niemand begraven, maar omdat  de fundamenten zeer diep moesten worden gelegd is ervoor gekozen ook een crypte te bouwen. 
Het kerkgebouw heeft moderne, kleurrijke ramen. Ze stellen het verbond van God met Zijn volk voor en beelden het verleden (Mozes, Noach), het heden (de chaos en de opgestane levende Christus) en de toekomst (de Openbaring van Johannes) uit.

## Historische afbeeldingen

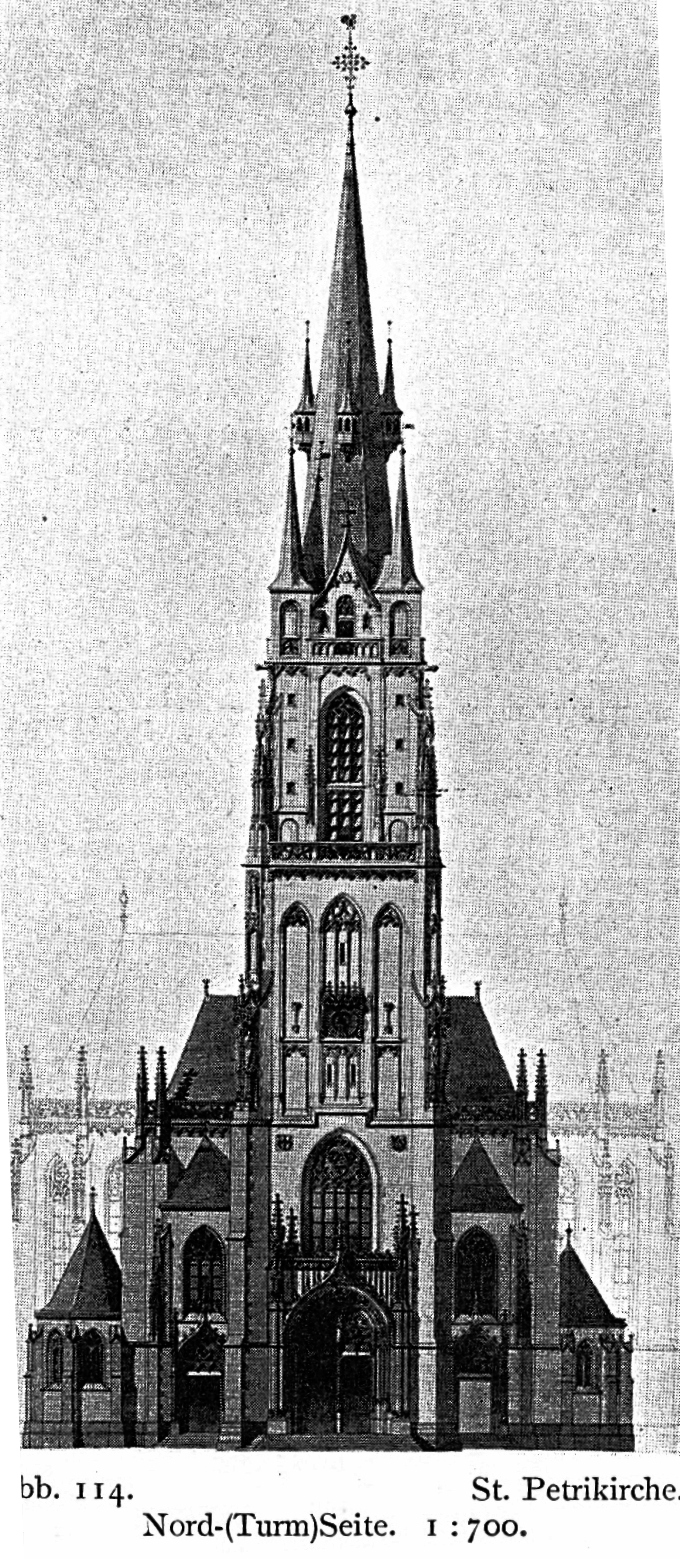
Front
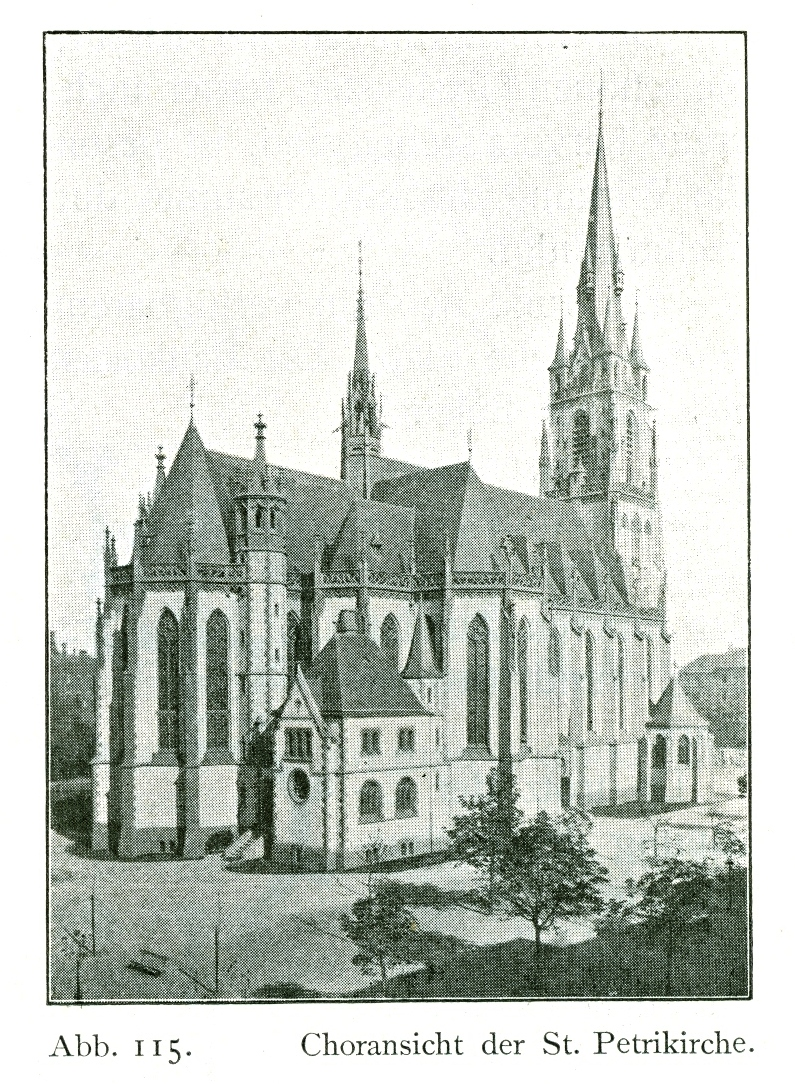
Koorzijde
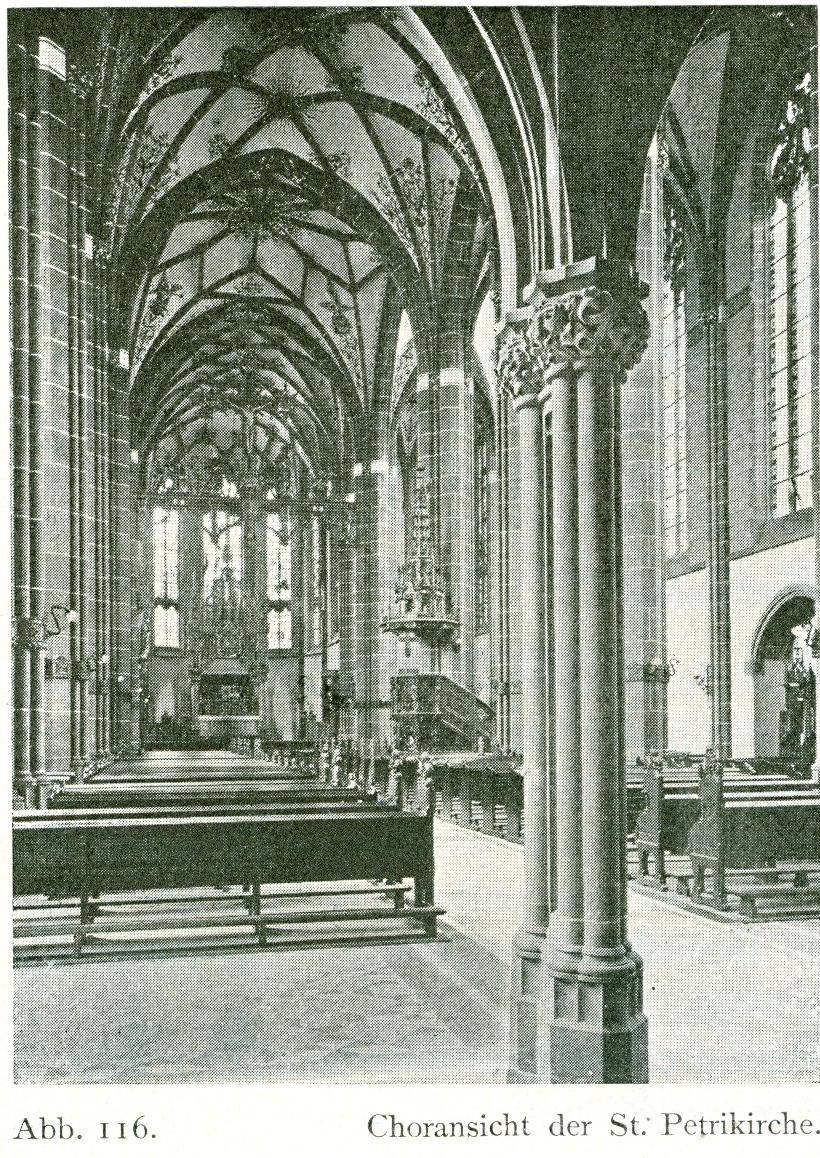
Interieur